# جانيت أتكينسون
جانيت أتكينسون (بالإنجليزية: Janette Atkinson)‏ هي عالمة نفس وأكاديمية بريطانية متخصصة في التنمية البشرية للرؤية والإدراك البصري. كانت أستاذة علم النفس في كلية لندن الجامعية منذ عام 1993: وهي الآن أستاذة فخرية. كما كانت مديرة مشاركة لوحدة التطوير البصري في قسم علم النفس، كلية لندن الجامعية وقسم علم النفس التجريبي، جامعة أكسفورد. وهي متعاونة باستمرار مع زوجها أوليفر برادديك.

## سيرة ذاتية
درست أتكينسون علم النفس في جامعة بريستول، وتخرجت بدرجة بكالوريوس العلوم في عام 1965. ذهبت لإجراء دراسات عليا في جامعة كامبريدج، وأكملت درجة الدكتوراه في الفلسفة (PhD) في عام 1970. كانت أطروحة الدكتوراه بعنوان «دراسة للتحليل الإدراكي باستخدام الصور المستقرة».
في عام 1979، تزوجت أتكينسون من أوليفر برادديك، وهو زميل في علم النفس التنموي. لديهم أربعة أطفال: ولدان وبنتان.

## أعمالها
Atkinson، Jannette؛ King، John؛ Braddick، Oliver؛ Nokes، Louise؛ Anker، Shirley؛ Braddick، Fleur (مايو 1997). "A specific deficit of dorsal stream function in Williams' syndrome". NeuroReport. ج. 8 ع. 8: 1919–1922. DOI:10.1097/00001756-199705260-00025.
Atkinson، Janette (2000). The Developing Visual Brain. Oxford: Oxford University Press. ISBN:978-0198522973.{{استشهاد بكتاب}}:  صيانة الاستشهاد: التاريخ والسنة (link)
Atkinson، Janette؛ Braddick، Oliver (2007). "Visual and visuocognitive development in children born very prematurely". Progress in Brain Research. ج. 164: 123–49. DOI:10.1016/S0079-6123(07)64007-2. PMID:17920429.
Atkinson، Janette؛ Braddick، Oliver (2011). "From genes to brain development to phenotypic behavior: "dorsal-stream vulnerability" in relation to spatial cognition, attention, and planning of actions in Williams syndrome (WS) and other developmental disorders". Progress in Brain Research. ج. 189: 261–83. DOI:10.1016/B978-0-444-53884-0.00029-4. PMID:21489394.
Atkinson، Janette؛ Braddick، Oliver (يوليو 2012). "Visual attention in the first years: typical development and developmental disorders". Developmental Medicine & Child Neurology. ج. 54 ع. 7: 589–595. DOI:10.1111/j.1469-8749.2012.04294.x.